# Monika Valentová
Monika Valentová (* 12. února 1972 Praha) je česká moderátorka a aromaterapeutka.

## Životopis
Narodila se v Praze. Od 3 do 7 let žila s rodiči v Nigérii, kde pracoval její otec. Maturovala na Akademickém gymnáziu Štěpánská. Poté vystudovala bakalářský obor žurnalistika a masová komunikace se specializací televizní a filmová žurnalistika na Fakultě sociálních věd Univerzity Karlovy. Již během studia začala pracovat ve sdělovacích prostředcích. Působila jako reportérka v rádiích Bonton, City a Evropa 2. V posledně jmenovaném rádiu strávila sedm let, připravovala a hlásila zde zprávy, moderovala publicistické bloky a zpracovávala filmové rubriky. Na TV Prima uváděla talk show Sauna, magazín Prima jízda, filmový týdeník Kinorevue aneb Dotkněte se hvězd a klipový pořad S.O.S. Od srpna 2004 moderovala Snídani s Novou. Do roku 2003 psala pro časopis Cinema. V roce 2011 moderovala pořad na Metropol TV, o rok později na TV Pětka pořad Supermáma. Od roku 2015 uvádí rubriku v pořadu Gondíci s. r. o. na TV Prima. Dále moderuje různé společenské a sportovní akce a věnuje se aromaterapii.
V roce 2002 se provdala za moderátora Martina Veselovského, se kterým má dvě dcery – Rozálii a Viktorii.